# ایوا بیدرمان
ایوا بیدرمان (انگلیسی: Ieva Bidermane؛ زادهٔ ۶ نوامبر ۱۹۸۴) بازیکن فوتبال اهل لتونی است.
وی همچنین در تیم ملی فوتبال Latvia بازی کرده‌است.